# Sławomir Dolata

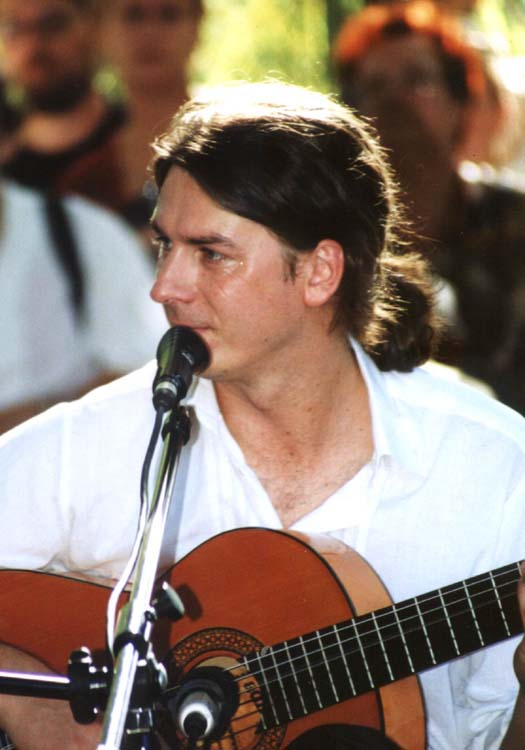
Sławomir Dolata

Sławomir Dolata (ur. 1967) – gitarzysta klasyczny i wokalista, wykonawca flamenco i jazzu. Twórca i współtwórca wielu projektów łączących muzykę flamenco z jazzem.
Prezes Fundacji Duende Flamenco, pomysłodawca, założyciel i dyrektor Międzynarodowego Festiwalu Flamenco „Duende”. Założyciel, menedżer i lider zespołów Danza del Fuego, Rumbero Flamenco i Nuevo Fuego
Jest członkiem Wrocławskiego Towarzystwa Gitarowego. Założył Agencję Artystyczną DDF. Jest kustoszem i kierownikiem Działu Muzycznego Muzeum Okręgowego im. Leona Wyczółkowskiego w Bydgoszczy.
Jako jeden z pierwszych muzyków zaczął propagować sztukę flamenco w Polsce. Jest autorem jedynej w Polsce książki (i DVD) do nauki gry na gitarze flamenco pt. Gitara flamenco – nauka gry (wyd. Absonic).

## Twórczość i działalność artystyczna
Ukończył studia na Uniwersytecie im. Adama Mickiewicza (kierunek wychowanie muzyczne) w Poznaniu i w Wyższej Szkole Finansów i Zarządzania w Warszawie (komunikacja społeczna).
Muzyką flamenco zajmuje się od kilkunastu lat a swoje umiejętności doskonalił pod okiem takich gitarzystów jak Jorge Gómez, Rafael Cortés, António Andrade, oraz u Morenito de Triana, którego był stypendystą. Jest współzałożycielem trzech zespołów muzycznych flamenco: Danza del Fuego, Rumbero Flamenco i Nuevo Fuego. Współpracuje też z hiszpańską grupą Agustito, z którą koncertuje w wielu krajach Europy.
Dolata komponuje i aranżuje utwory flamenco. Koncertuje m.in. z wokalistką Wisławą Kadyszewską.
Wielokrotnie gościł na antenie radia i telewizji, koncertuje w całej Polsce (festiwale gitarowe, folkowe, kluby, a także na wyborach Miss World w 2006) i za granicą (Austria, Niemcy, Holandia, Szwajcaria, Szwecja, Hiszpania, Białoruś, Słowacja, Czechy). Był akompaniatorem tancerza hiszpańskiego Teodoro Muńoz Barea na Międzynarodowych Biennalach Tańca Współczesnego w Poznaniu.
W 2010 r. podczas V Międzynarodowego Festiwalu Flamenco „Duende” w Poznaniu odbyła się premiera filmu – „Flamenco – Nauka gry na gitarze”, w którym Dolata zaprezentował dydaktycznie grę flamenco na gitarze. Sam Festiwal Duende prezentuje różne aspekty kultury flamenco. Oprócz muzyki i gwiazd festiwalu widzowie mogą również wziąć udział w warsztatach tańca. Dolata jest akompaniatorem Teodoro Muńoz Barea na Międzynarodowych Biennalach Tańca Współczesnego w Poznaniu.

## Promocja flamenco
Od 1996 r. pisał artykuły na temat flamenco do czasopisma „Gitara i Bass”. W latach 1996–1999 prowadził stałą rubrykę o tematyce flamenco w ogólnopolskim miesięczniku Muzyk. W roku 2002 napisał kilka artykułów o flamenco w „Gazecie Wyborczej” oraz współpracował z wydawcą czasopisma flamenco w Niemczech „ANDA”.
Prowadził warsztaty gitarowe m.in. w Krzyżowej podczas Międzynarodowego Kursu Gitarowego, oraz udziela lekcji indywidualnych gitary flamenco.

## Nagrody i osiągnięcia
W 1996 r. zwyciężył w plebiscycie na najlepszego gitarzystę flamenco w Polsce organizowanym przez czasopismo „Gitara i Bass”.
Jest współautorem spektaklu Od orientu do flamenco, który łączy sztukę flamenco z jej korzeniami – muzyką orientalną i tańcem brzucha. Projekt ten zajął II miejsce na Międzynarodowym Festiwalu Folkowym Ethnosfera w 2002 r.
W 2003 r. (z Wisławą Kadyszewską) zajął I miejsce na Międzynarodowym Festiwalu Piosenki Francuskiej w Lubinie.
W 2005 r. został wpisany do leksykonu „Who is Who”.
Nagroda Prezydenta Miasta Bydgoszcz za szczególne zasługi dla Miasta Bydgoszcz 21.09.2023.
Nagroda Prezydenta Bydgoszczy na rzecz rozwoju i promowania kultury muzycznej Bydgoszczy.